# فیلیپ گراندریو
فیلیپ گراندریو (فرانسوی: Philippe Grandrieux‎؛ زادهٔ ۱۹۵۴ (۷۰–۷۱ سال)) کارگردان و فیلمنامه‌نویس اهل فرانسه است. از آثارش علی‌رغم شب (۲۰۱۵) را می‌توان نام برد.